# Костромка (Удмуртия)
Костро́мка (удм. Чури) — деревня в Ярском районе Удмуртской республики России. Входит в состав Еловского сельского поселения.

## География
Деревня находится в северо-западной части Удмуртии, в пределах Верхнекамской возвышенности, на левом берегу реки Костромка, на расстоянии примерно 11 км (по прямой) к северо-западу от посёлка Яр, административного центра района. Абсолютная высота — 162 м над уровнем моря.

### Часовой пояс
Деревня Костромка, как и вся Удмуртия, находится в часовой зоне МСК+1. Смещение применяемого времени относительно UTC составляет +4:00.

## История
В «Списке населенных мест Российской империи», изданном в 1876 году, населённый пункт упомянут как казённая деревня Костромская (Чури) Глазовского уезда (1-го стана), при реке Кострома, расположенная в 30 верстах от уездного города Глазов. В деревне насчитывалось 42 двора и проживало 362 человека (194 мужчины и 178 женщин).

## Население
| 2010 | 2012 |
| ---- | ---- |
| 92   | →92  |

Национальный состав
Согласно результатам переписи 2002 года, в национальной структуре населения удмурты составляли 74 %, русские — 26 %.

## Улицы
Уличная сеть деревни состоит из двух улиц (ул. Ключевая и ул. Нагорная).